# Abrigo de la Hoya de los Navarejos I

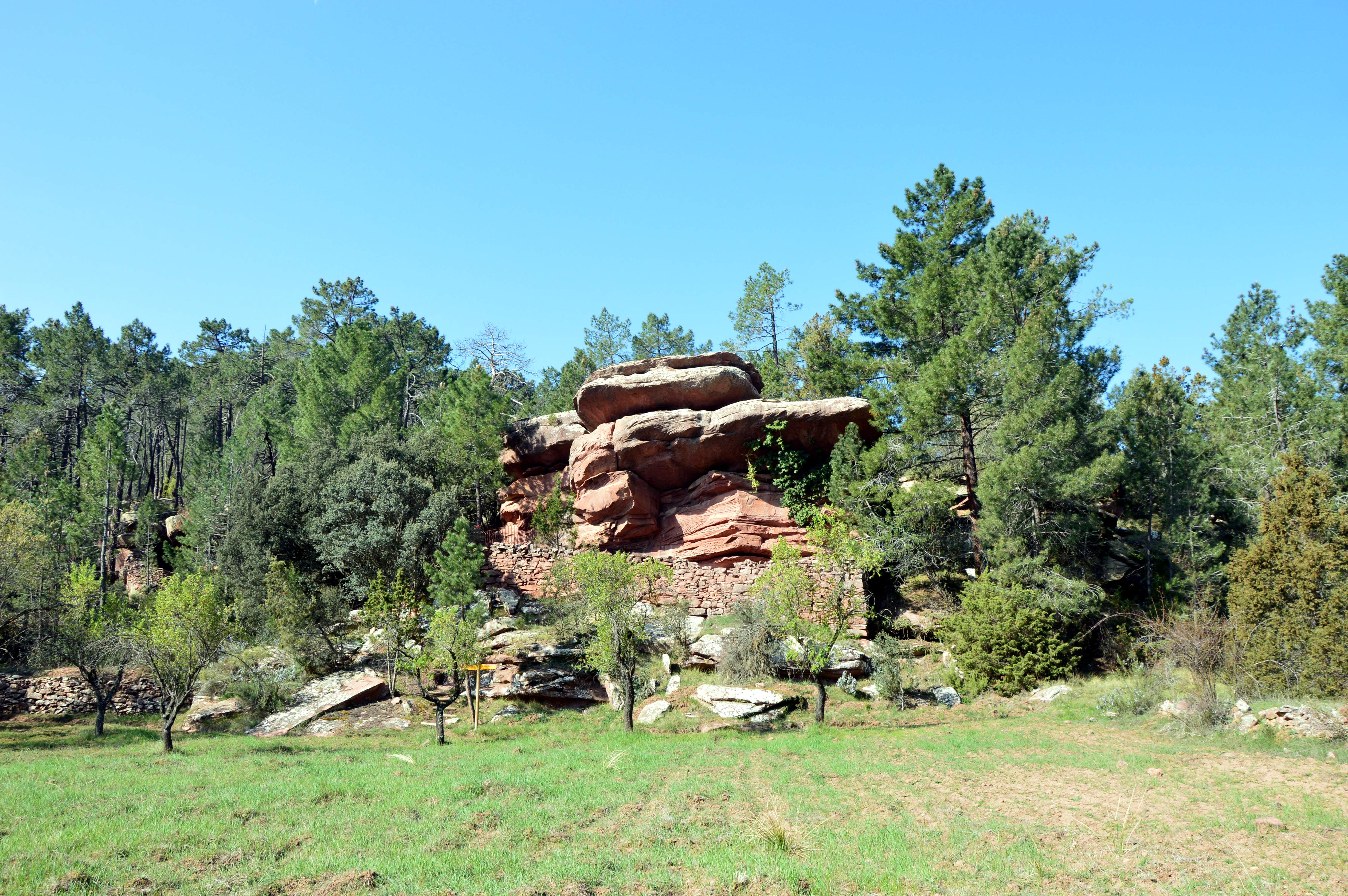
Abrigo de la Hoya de los Navarejos I en el Rodeno de Tormón, Parque Cultural de Albarracín (2018).

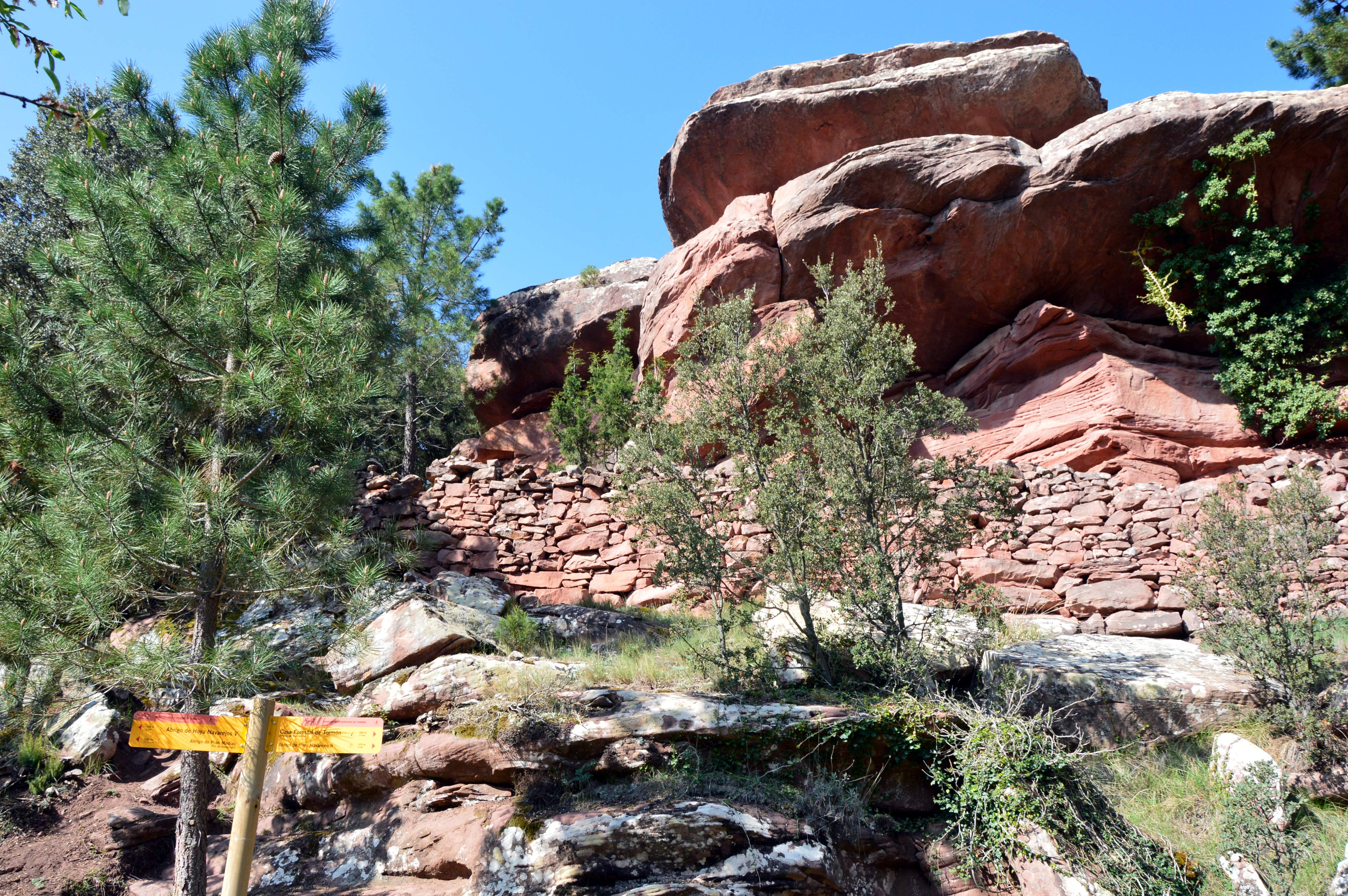
Abrigo de la Hoya de los Navarejos I en el Rodeno de Tormón, Parque Cultural de Albarracín (2018).

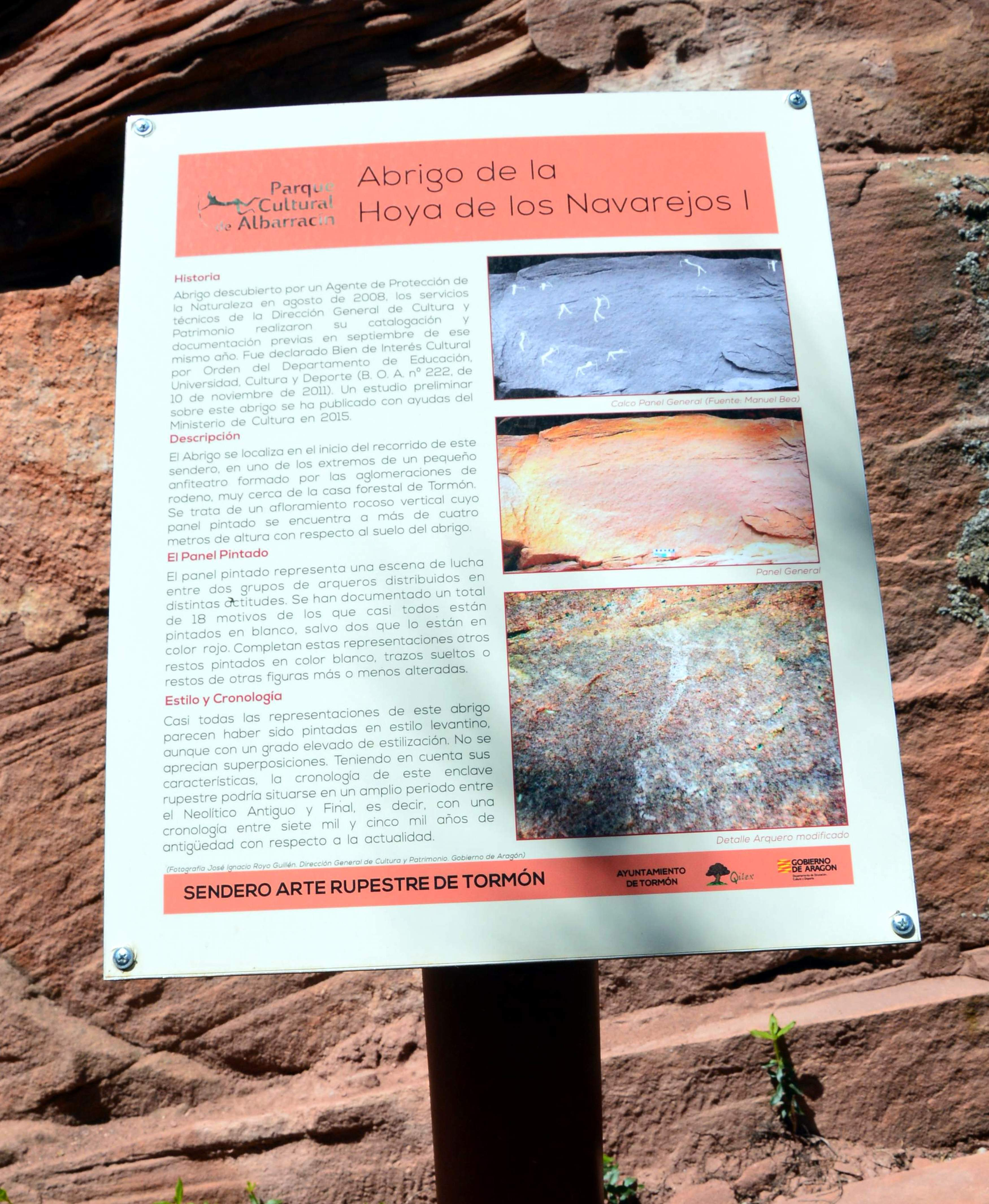
Detalle de panel informativo en el Abrigo de la Hoya de los Navarejos I en el Rodeno de Tormón, Parque Cultural de Albarracín (2018).

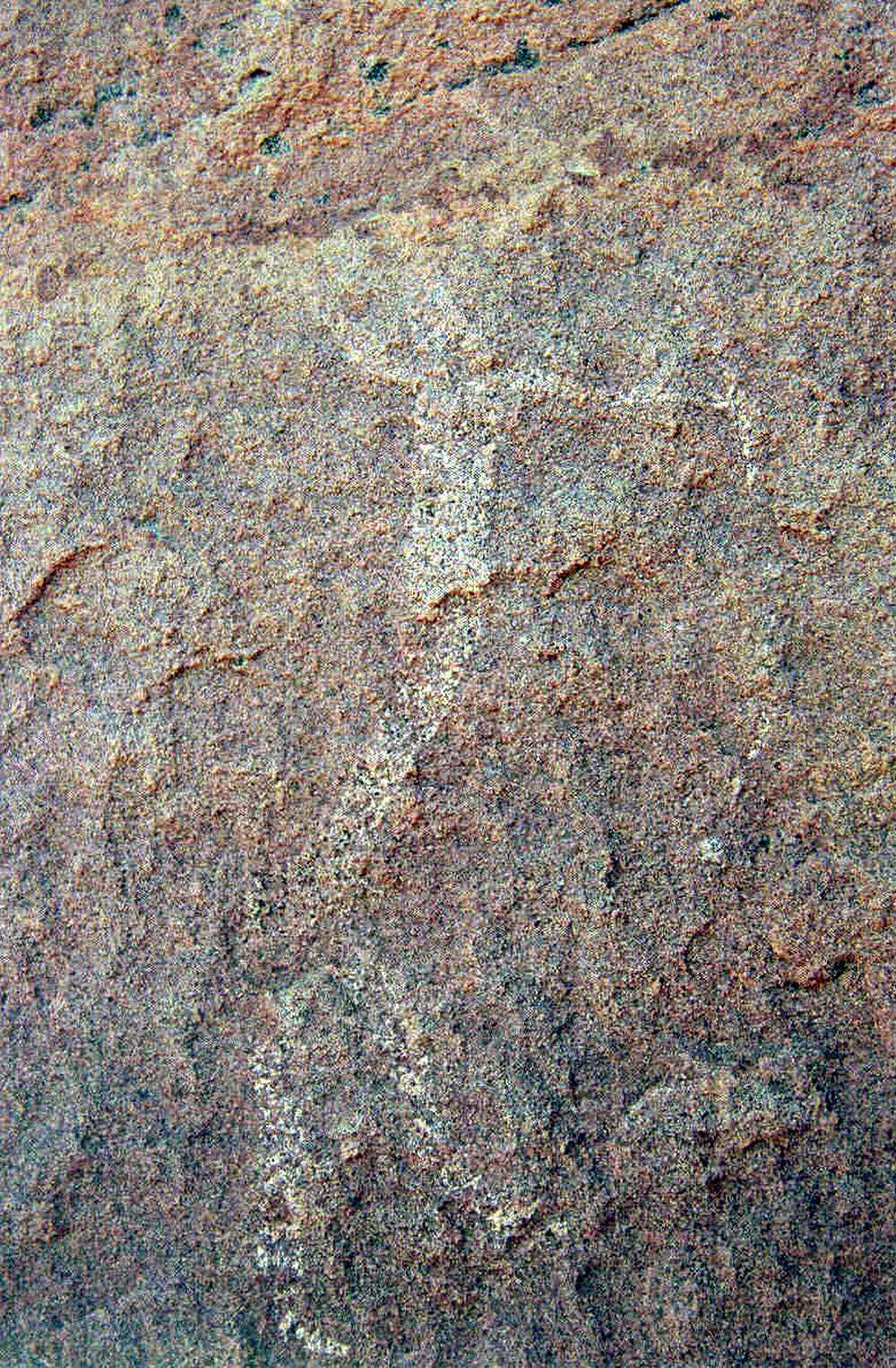
Detalle de panel decorado en el Abrigo de la Hoya de los Navarejos I en el Rodeno de Tormón (Teruel), Parque Cultural de Albarracín [Tomado del panel informativo: natural] (2018).

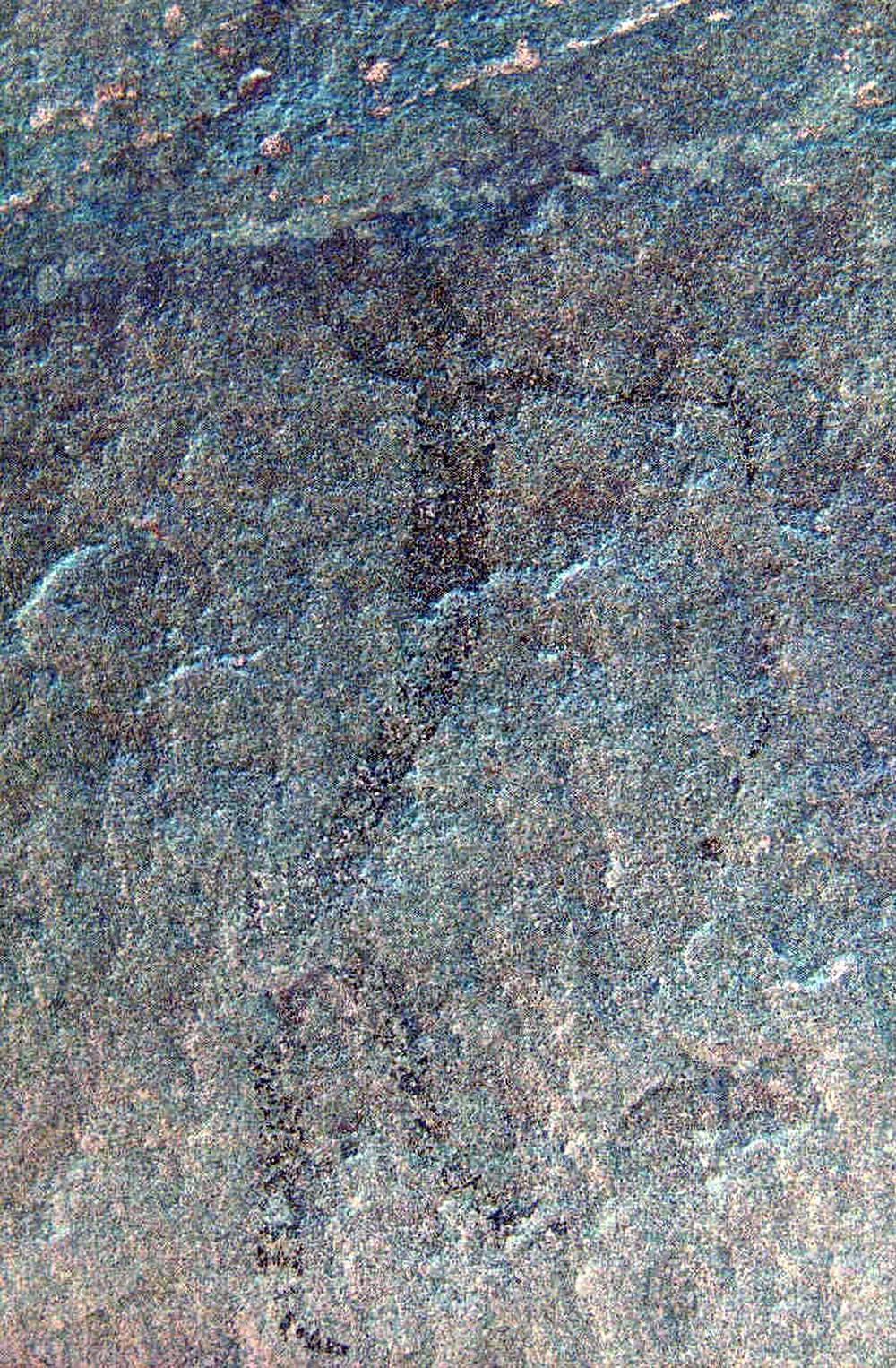
Detalle de panel decorado en el Abrigo de la Hoya de los Navarejos I en el Rodeno de Tormón, Parque Cultural de Albarracín [Tomado del panel informativo: tratamiento digital negativo] (2018).

El abrigo de la Hoya de los Navarejos I es un lugar arqueológico situado en Tormón, municipio de la provincia de Teruel (Comunidad Autónoma de Aragón, España).
Forma parte del conjunto de abrigos de la «Ruta de Arte Rupestre de Tormón», perteneciente a los Abrigos rupestres de Tormón del Parque Cultural de Albarracín, declarado Patrimonio de la Humanidad (1998).

## Historia
Descubierto por un Agente de Protección de la Naturaleza (Liberato Fortea) -en agosto de 2008-: a finales del mismo mes, los servicios técnicos de la Dirección General de Cultura y Patrimonio del Gobierno de Aragón realizaron los trabajos previos de catalogación y documentación para su declaración como Bien de Interés Cultural (BIC).
No obstante, hasta su estudio y publicación (M. Bea y J. Angás, 2015) el abrigo permaneció inédito.

## Ubicación y descripción
Situado a unos 300 metros del Abrigo de la Hoya de los Navarejos II (5 minutos caminando), el conjunto se halla en un imponente roquedo, por encima de una finca de cultivo, a la entrada de una cerrada. Propiamente, la cerrada está rodeada por delante por una valla de piedra en seco, y cubierta por una pétrea visera. Para ver las pinturas hay que ascender unos peldaños con atoques de madera (25 metros, 1 minutos), la entrada aparece sombreada por una bosquecillo de encinas o carrascas. El conjunto se halla protegido por una verja metálica, a unos cuatro metros sobre el nivel del suelo.
El panel decorado se halla sobre una superficie lisa (149x99 cm), representando lo que se ha interpretado como una escena de lucha entre antropomorfos, «la mayoría arqueros, enfrentados en dos grupos formando escena bélica», «con algunas figuras que adoptan claras actitudes de emboscada o de estrategia». Se han documentado hasta 18 motivos –incluidos trazos sueltos o restos de figuras más o menos alteradas (posible cruciforme y dudoso cuadrúpedo), cuya descripción resulta del tenor siguiente-:
Motivo 1: Arquero orientado a la derecha, el brazo derecho extendido (se conserva sólo la parte superior).
Motivo 2: Restos de pintura (rojo carmín), de tendencia cruciforme y sin relación aparente con la escena de lucha.
Motivo 3: Arquero orientado a la derecha, el brazo derecho extendido.
Motivo 4: Trazos lineales blancos.
Motivo 5: Extremidades inferiores de antropomorfo orientado a la derecha, la pierna derecha levemente flexionada, revelando movimiento.
Motivo 6: Trazos lineales blancos en forma de «V» invertida, interpretable como las extremidades de un antropomorfo en movimiento.
Motivo 7: Arquero de cuerpo estilizado orientado a la derecha, el brazo más adelantado aparece extendido y porta un arco, mientras que el izquierdo aparece por detrás, flexionado y en alto. Semeja portar gorro o tocado sobre la cabeza, se trata de la figura mejor conservada del conjunto.
Motivo 8: Arquero orientado a la derecha, con el arco hacia delante.
Motivo 9: Arquero con las piernas abiertas, cuerpo inclinado hacia delante hasta formar un ángulo recto con respecto de las piernas, porta arco tensado, en actitud de disparo.
Motivo 10: Arquero en la misma posición y actitud que el Motivo 9.
Motivo 11: Arquero en la misma posición y actitud que los anteriores (Motivo 9 y 10).
Motivo 12: Antropomorfo orientado a la izquierda, en la zona superior derecha del panel decorado. Piernas abiertas en ángulo agudo, cuerpo muy inclinado hacia delante (semejante en actitud y tamaño al Motivo 7).
Motivo 13: Trazo lineal blanco.
Motivo 14: Trazo blanco.
Motivo 15: Arquero muy estilizado orientado a la izquierda, de pequeño tamaño (indicando lejanía con respecto al conjunto), con el arco en posición de disparo.
Motivo 16: Antropomorfo orientado a la izquierda (solo se conserva la mitad superior del cuerpo), situado en el margen superior izquierdo del panel, actitud semejante a los Motivos 1 y 3. En la mano izquierda porta objeto rectilíneo (arco, bastón), el brazo derecho en alto y flexionado.
Motivo 17: Trazo vertical, lineal rojo situado por debajo del Motivo 16. 
Motivo 18: Mancha roja, se aprecian pequeños trazos lineales en posición de «V» invertida (interpretables como patas de cuadrúpedo).

## Técnicas pictóricas
Casi todos los motivos están pintados en blanco, salvo dos que lo están en color rojo y mal conservados. 

## Estilo
Levantino naturalista muy estilizado y sin superposiciones.

## Cronología
Por sus características, podría situarse en un amplio segmento cronológico -entre el Neolítico Antiguo y el Final-: 7.000-5.000 años antes del presente.

## Información
Para visitar los abrigos rupestres de Tormón resulta aconsejable la utilización de la publicación Sendero por el Arte Rupestre de Tormón (2017): «Guía Didáctica» editada por el Ayuntamiento de Tormón, en colaboración con la Dirección General de Cultura y Patrimonio del Gobierno de Aragón.